# Междуречье (Гусевский район)
Междуре́чье (до 1938 — Гросс Пилькаллен (нем. Groß Pillkallen), до 1946 — Калленфельд (нем. Kallenfeld)) — посёлок в Гусевском городском округе Калининградской области. Входит в состав Кубановского сельского поселения. 

## География
Посёлок Междуречье расположен на реке Ульяновке (бассейн Инструча), в восточной части Калининградской области, примерно на половине пути между городами Советск и Гусев.

## История
После Второй мировой войны в 1946 году населённый пункт Калленфельд (до 1938 — Гросс Пилькаллен) был переименован в Междуречье, позднее он был объединен с посёлком Каушен, располагавшемся на противоположном от него берегу реки Айменфлис (ныне Ульяновка).

## Население
| 1910 | 1933 | 1939 | 2002 | 2010 |
| ---- | ---- | ---- | ---- | ---- |
| 144  | →144 | ↘140 | ↗159 | ↗173 |